# 花山院定嗣
花山院定嗣（かさんのいん さだつぐ、生年不明 - 享禄3年（1530年）2月20日）は、室町時代中期の公卿。

## 官歴
- 嘉吉2年（1442年）：従五位上
- 嘉吉3年（1443年）：正五位下
- 文安2年（1445年）：従四位下、左近中将、備中介
- 文安3年（1446年）：正四位下、
- 文安4年（1447年）：従三位、讃岐権守
- 文安5年（1448年）：権中納言
- 享徳元年（1452年）：権大納言
- 享徳3年（1454年）：出家のため致仕

## 系譜
- 父：花山院持忠
- 姉妹：花山院兼子
- 弟：花山院政長